# Echinorhynchus debenhami
Echinorhynchus debenhami är en hakmaskart som beskrevs av Leiper och Atkinson 1914. Echinorhynchus debenhami ingår i släktet Echinorhynchus och familjen Echinorhynchidae. Inga underarter finns listade i Catalogue of Life.